# Fissidens schiffneri
Fissidens schiffneri là một loài Rêu trong họ Fissidentaceae. Loài này được Baumgartner & Dixon mô tả khoa học đầu tiên năm 1953.